# Delphinium sauricum
Delphinium sauricum är en ranunkelväxtart som beskrevs av Boris Konstantinovich Schischkin. Delphinium sauricum ingår i släktet storriddarsporrar, och familjen ranunkelväxter. Inga underarter finns listade i Catalogue of Life.